# Spathipora elegans
Spathipora elegans är en mossdjursart som beskrevs av Fischer 1866. Spathipora elegans ingår i släktet Spathipora och familjen Spathiporidae. Inga underarter finns listade i Catalogue of Life.